# Поцоморето (Верона)
Поцоморето је насеље у Италији у округу Верона, региону Венето.
Према процени из 2011. у насељу је живело 127 становника. Насеље се налази на надморској висини од 71 м.